# Jean Devoissoux

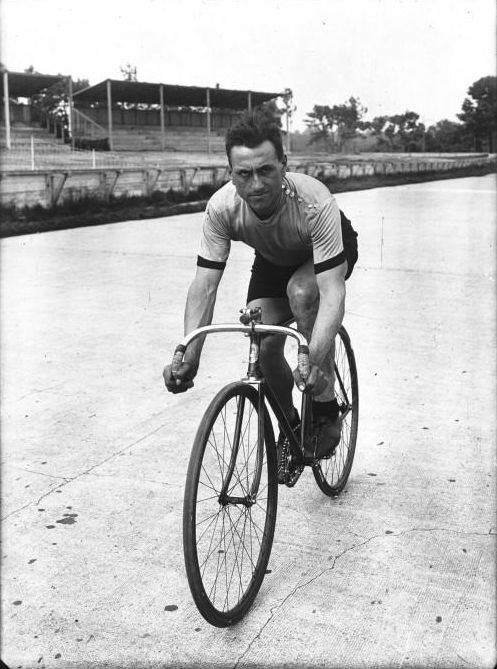
Jean Devoisseux (1925)

Jean-André Devoissoux (* 7. April 1889 in Paris; † Januar 1945) war ein französischer Bahnradsportler und Weltmeister.
1906 wurde Jean Devoissoux französischer Vize-Meister im Querfeldein-Rennen. 1907 wurde er in Paris Weltmeister im Sprint der Amateure. Im selben Jahr belegte er beim Grand Prix de Paris Platz zwei.